# 양의 나무
《양의 나무》(羊の木)는 야마가미 다츠히코 각본, 이가라시 미키오 그림의 일본의 만화 시리즈이다. 고단샤가 출판하였으며 2011년부터 2014년 4월 8일까지 이브닝 만화 잡지에 연재되었으며 5권으로 컴파일되었다. 실사 영화가 2018년 일본에 개봉하기로 예정되었다.

## 영화
《양의 나무》(羊の木, The Scythian Lamb)는 일본에서 제작된 요시다 다이하치 감독의 2017년 스릴러, 드라마 영화이다. 니시키도 료 등이 주연으로 출연하였다. 2017 부산 영화제에서 초연되었다.

## 출연

### 주연
- 니시키도 료
- 마츠다 류헤이
- 키무라 후미노
- 키타무라 카즈키

### 조연
- 유카
- 이치카와 미카코
- 타나카 민
- 미즈사와 신고